# تصوير البنكرياس والأقنية الصفراوية بالرنين المغناطيسي
تصوير البنكرياس والأوعية الصفراوية بالرنين المغناطيسي (بالإنجليزية: Magnetic resonance cholangiopancreatography)‏ ويُدعى اختصارًا MRCP، هي تقنية تصوير تشخيصي طبي تَستَخدِم التصوير بالرنين المغناطيسي لمشاهدة القنوات الصفراوية والبنكرياسية، وهي طريقةٌ غير مُتغلغلة. تُساعد هذه التقنية في تحديد مكان وجود الحصوات الصفراوية في أي قنوات حول المرارة.
بدأ استعمال هذه التقنية في عام 1991.

## التقنية
سمحَت تقنية تصوير البنكرياس والأوعية الصفراوية بالرنين المغناطيسي باستعمال كثيف لتتابع النبضات في الزمن الثاني الموزون للتصوير بالرنين المغناطيسي، حيثُ يساعد هذا التتابع على إظهار إشاراتٍ مرتفعة للسوائل الثابتة أو المتحركة قليلًا في المرارة والقنوات الصفراوية وقناة البنكريات، مع إشاراتٍ منخفضة للنسيج المحيط.

## مقارنة مع التقنيات الأخرى
إذا كان التشخيص متعلقًا بأمراض البنكرياس، فإنَّ هذه التقنية (MRCP) تكون أقل توغلًا عند مقارنتها بتصوير البنكرياس والأقنية الصفراوية بالتنظير الباطني بالطريق الراجع (ERCP)، ولكن كلا التقنيتين يستعملان لتصوير القنوات بالتفصيل، ولكن تصوير البنكرياس والأوعية الصفراوية بالرنين المغناطيسي يساعد بإعطاء تفاصيلٍ أكثر حول النسيج الحشوي المُحيط. في دراسة من عام 2008، خضع 269 مريضًا للتقنيتين بهدف إظهار النتائج ومقارنتها بينها.

## معرض الصور

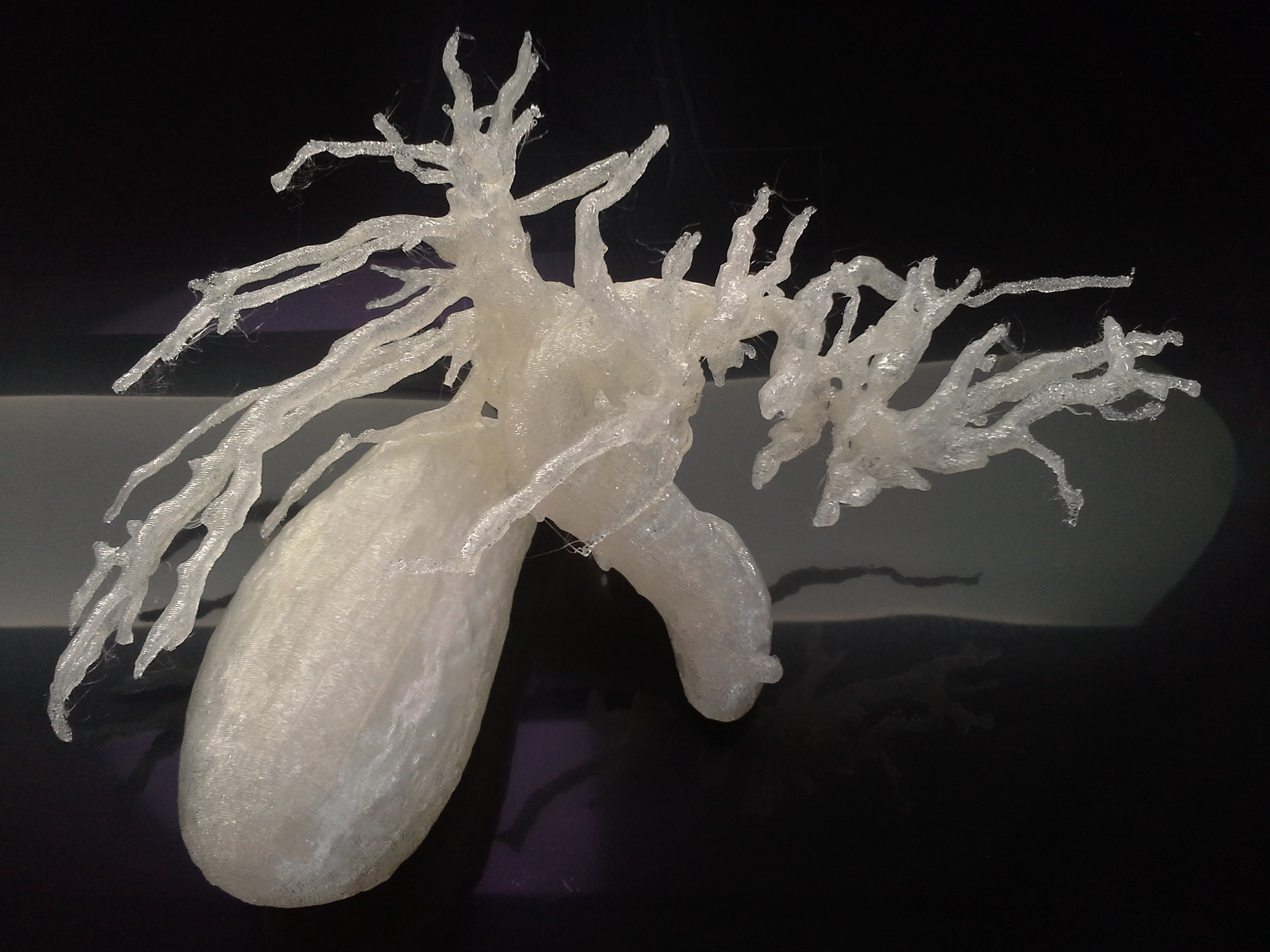
نموذج ثلاثي الأبعاد مطبوع للتضيق الصفراوي الحميد باستعمال بيانات تقنية تصوير البنكرياس والأوعية الصفراوية بالرنين المغناطيسي
- تضيق صفراوي حميد. ملف ثلاثي الأبعاد مُولد من تقنية تصوير البنكرياس والأوعية الصفراوية بالرنين المغناطيسي.